# Linda Evangelista
Linda Evangelista (Sv. Katarina, Ontario, 10. svibnja 1965.), je kanadska manekenka. Jedna je od najuspješnijih i najutjecajnijih modela svih vremena, te je zasjala na preko 700 naslovnica časopisa širom svijeta. Najpoznatija je po tome što je bila dugogodišnja muza fotografa Stevena Meisela kao i po frazi: "Ne budimo se za manje do $10,000 dnevno." Drži rekord za višestruke pojave na naslovnici časopisa Vogue Italia, na kojim je bila fotografirana od strane Meisela.

## Raniji život
Roditelji su joj Talijani, koji su emigrirali u Kanadu. Odrasla je u radničkoj klasi, u tradicionalnoj rimokatoličkoj porodici u St. Catharinesu, Ontario gdje je pohađala katoličku gimnaziju Denis Morris. Njen otac, Tomaso, radio je za General Motors a preminuo je 17. siječnja 2014. Njena majka, Marisa, bila je knjigovođa. Evangelista je s već 12 godina željela biti model. Pohađala je školu za samo-poboljšanje, gdje su je učili o bontonu i držanju, te savjetovali da krene na manekenski tečaj.
Kao tinejdžerka, započela je s modeliranjem na lokalnoj razini u svom rodnom gradu. 1981. sudjelovala je u natjecanju ljepote Miss Niagare. Iako nije pobijedila, upala je u oko Elite Model Management-a.
U dobi od 16 godina, odletjela je u Japan zbog manekenstva ali je tu dočekalo neprijatno iskustvo uključujući nago poziranje zbog zadatka, radi čega se htjela prestati baviti modom. Vratila se kući u Kanadu i prošle su dvije godine prije nego što se ponovila odlučila okušati kao model.

## Karijera

### 1984–1987: Početak i uspjeh
Evangelista se preselila u New York i potpisala ugovor s agencijom Elite, gdje je upoznala poznatog modnog agenta John Casablancasa, koji je usporedio s modelom Joan Severance. Nakon toga se preselila u Pariz, gdje je lansirala svoju međunarodnu karijeru u visokoj modi u dobi od 19 godina. Njena prva velika naslovnica bila je za magazin L'Officiel, u studenom 1984. Poslije toga, pojavljuje se na naslovnicama brojnih časopisa i njihovih međunarodnih izdanja poput časopisa: Vogue, Harper's Bazaar, Cosmopolitan, Glamour, Mademoiselle, Elle,W, Marie Claire, Allure, Time, Interview, Newsweek, Rolling Stone, Cigar Aficionado i i-D.
1985. godine, počela je raditi s glavnim dizajnerom prestižne modne kuće Chanel, Karl Lagerfeldom, kome će postati muza. Lagerfeld je jednom prilikom izjavio: "Ne postoji model na svijetu koji je profesionalan kao što je ona." Slučajno, Evangelista je postala i jedan od prvih modela koji su se do tada bavili isključivo uredničkim modelingom a uspješno su prešli i na modeliranje na pisti. Također, postala je i muza Gianni Versace-a, za kojeg je postala i oglasni model 1987. Osim rada za Versace i Lagerfelda, pozirala je i za druge modne marke kao što su: Valentino, Dolce & Gabbana, Gianfranco Ferré, Ralph Lauren, Yves Saint Laurent, Azzedine Alaïa, Oscar de la Renta, Giorgio Armani, Thierry Mugler, Claude Montana, Donna Karan, Jil Sander, Jean Paul Gaultier, Alberta Ferretti, Isaac Mizrahi, Escada, Calvin Klein, Fendi, Max Mara, Perry Ellis, Chloé, Comme des Garçons, Bill Blass i Herve Leger. Predstavljala je raznolik niz drugih tvrtki i ne-modnih brandova kao što su Visa, American Express, Pizza Hut, De Beers, and Elizabeth Arden.
Od 1987. godine, počela se pojavljivati u reklamama i spotovima za Revlonovu "Najnezaboravnije žene svijeta" kampanju, koja je bila fotografirana od strane legendarnog Richard Avedon-a. Za to vrijeme, upoznala je Meisela, s kojim se sprijateljila i ostvarila brojne profesionalne suradnje. Bila je fotografirana i od strane poznatih fotografa kao što su: Peter Lindbergh, Irving Penn, Francesco Scavullo, Herb Ritts, Bruce Weber, Patrick Demarchelier, Gian Paolo Barbieri, Paolo Roversi, Norman Parkinson, Arthur Elgort, Gilles Bensimon, Sante D'Orazio, Ellen von Unwerth i Nick Knight.

### 1988–1992: Era supermodela
Upravo je Lindbergh, u jesen 1988. predložio da skrati kosu nakon što je probala kratku periku za photoshoot. Prema tome, francuski frizer Julien d'Ys je ošišao. Sljedećeg dana, Lindbergh je fotografirao što je rezultiralo u dobro poznatu fotografiju "slika bijele košulje". U početku, frizura nije bila dobro prihvaćena od strane modne industrije, a Evangelista je dobila otkaz sa 16 modnih revija. No, do proljeća 1989., njena frizura bila je izgled sezone. Frizura je nazvana "Lindom" a nadahnula je i stvaranje perike "Evangelista". Mnoge slavne žene su je počele oponašati. Među njima su bile i Demi Moore, koja je pokazala frizuru u filmu Duh.
Postala je jedna od pet supermodela koji su vrhunac slave doživjele u kasnim osamdesetim i ranim devedesetim. U to vrijeme, modeli su bili poznatiji od većine glumica i pjevačica. Pored toga, činila je i trijumvirat nazvan "Trojstvo" zajedno s Naomi Campbell i Christy Turlington.
U izdanju Vogue-a, u listopadu 1990. izjavila je: "Ne budimo se za manje od $10,000 dnevno." Ta izjava se smatra najpoznatijom u povijesti modelinga. Isti mjesec, zapanjila je svijet mode kada je poznati frizer Oribe ofarbao u platinasto plavu. Nekoliko mjeseci poslije, ofarbala se u šokantnu nijansu crvene. Tijekom većeg dijela karijere, zvali su je kameleon zbog različitih stilova i boja kose. U pogledu svog izgleda, uspoređivali su je sa Sophiom Loren, Elizabeth Taylor, Avom Gardner i Ginom Lollobrigida. 
Godine 1991. špekuliralo se da joj je modna kuća Lanvin platila iznos od $20,000 za reviju Haute, iznos koji se smatra pretjeranim. Muški model Tyson Beckford je jednom prilikom spomenuo u intervjuu da je Linda bila instrument u dobivanju većih iznosa za modele. Tog aprila, Evangelista se odrekla naplate kao čin podrške za debitantsku kolekciju dizajnerice Anne Sui, i umjesto toga je prihvatila odjeću kao platu. Dva mjeseca poslije, prisustvovala je Valentinovoj 30. godišnjici u Rimu, Italija s Meiselom. 1991. glumila je u dokumentarnom filmu "Modeli: Film" u režiji Lindbergha, te u MTV-oj emisiji "Kuća Stila" koja je snimljena u Parizu.
U drugom dijelu 1991. godine i tijekom 1992, Evangelista je viđena na nekoliko različitih plakata za modni brand Kenar, u središtu Times Square-a. Oglasi su bili dio kampanje Oglasi protiv AIDS-a za podizanje svijesti o ovoj bolesti. Najkontroverzniji su bili oni gdje je sjedila između sedam sicilijanskih žena. Smatralo se da slika promovira negativan prikaz talijanskih žena. Ipak, ograničeno izdanje slika je prodano za $1000 po komadu u korist Oglasa protiv AIDS-a. Također, slika je odabrana kao jedna od "20 najvažnijih modnih fotografija svih vremena" od strane Međunarodnog Centra za Fotografiju. Kenneth Zimmerman, predsjednik Kenara je rekao: "Ona je dramatično povećala naše prodaje. Linda je bila naš Michael Jordan i od četiri ili pet zvijezda među modelima, ona je broj jedan."
U travnju 1992. Evangelista i nekolicina drugih supermodela krasi naslovnicu 100. godišnjice od izdavanja Vogue-a, koje je sve do danas najprodavanije izdanje. Pojavila se i u spotu "Too Funky" George Michaela, u kojem parodira svoju manekensku osobnost. Smatra se da je odgovorna i za trend tankih obrva. Njena naslovnica Bazaara za rujan 1992. se smatra ikonskom i rangirana je #9 na listi "Top 40 naslovnica u posljednjih 40 godina" 2005. godine. Krajem 1992., njeno ime je ovjekovječeno u pjesmi Supermodel (You Better Work) RuPaula.

### 1993–1998: Kasnije godine
Završila je na naslovnicama, 1993. godine kada je otputovala za Australiju s Claudiom Schiffer na petodnevnu turneju, koja je uključivala konferenciju za novinare te televizijsku modnu reviju u sklopu svečanog otvaranja robne kuće. U listopadu 1994., bila je jedna od nekoliko modela koji su se pojavili na naslovnici časopisa Vogue Italia povodom tridesete godišnjice. 1995. godine, frizer Garren of New York je dao njenom izgledu asimetričan bob, sličan frizurama iz 1960-ih. Iste godine je sudjelovala i u reviji Thierry Muglera. Sklopila je ugovor s Clairolom, vrijedan 5 milijuna dolara. Glumila je i u dokumentarnom filmu "Unzipped" te bila jedan od domaćina natjecanja za Miss svijeta.
U 1996, bila je na naslovnici Lindberghove knjige 10 Žena, kao jedan od njenih subjekata. Pojavila se i u modnom dokumentarcu Catwalk. Potpisala je i 7.75 milijuna vrijedan ugovor s Yardley of London. Na kraju, odlučila je otići u mirovinu od manekenstva 1998., te se nastanila u Saint Tropezu, Francuska gdje je provela sljedeće dvije godine.

### 2001–danas: Povratak
2001. godine, Evangelista je napravila zavidan povratak u svijet manekenstva, pojavljivanjem na rujanskom izdanju Vogue-a. Iste godine, pomogla je oživjeti kampanju za krzno "What Becomes a Legend Most?", koja nije bila viđena šest godina. Naredne godine, bila je u oglasnoj kolekciji za Versace a u 2003. ponovo je zasjala na modnoj pisti za Versace te Dolce & Gabbanu. Osim toga, zatvorila je Chanelovu kolekciju za jesen/zimu 2003. noseći bijelu vjenčanicu. U 2004. godini, pojavila se u reklamama za NARS Cosmetics i Fendi te je hodala za Jean Paul Gaultierovu debitantsku kolekciju u Hermèsu. Tog ljeta, bila je u kampanji za 50. godišnjicu Ann Taylor, te je fotografirana od strane Annie Leibovitz.
2006. godine, Meisel je fotografirao s modelom Kristen McMenamy za naslovnicu knjige In Vogue: The Illustrated History of the World’s Most Famous Fashion Magazine. U kolovozu iste godine se pojavila na naslovnici Vogue-a, kao prvi model koji se pojavio na naslovnici ovog časopisa u više od godinu dana. Njen konačan nastup na pisti je bio 2007. godine kada je sudjelovala u 60. godišnjici branda Christian Dior. Iste godine je potpisala i višegodišnji ugovor kao brand ambasador za kozmetiku L'Oreal Paris. U svibnju 2008. godine se pojavila na festivalu filma u Cannesu s kolegicom Aishwarya Rai. Te godine je pozirala za Pradinu kolekciju jesen/zima a fotografirao je Meisel. Pojavila se i u rujanskom izdanju Vanity Fair-a, 2008. Dvije godine poslije, bila je zvijezda kampanje obnovljeni brand Talbots.
Evangelistu je fotografirao Lagerfeld za Chanelovu kolekciju naočala, u proljeće 2012. U svibnju 2012, prisustvovala je Met Gali kao poseban gost Miuccia Prade, a isti mjesec se pojavila na naslovnici Vogue Italia nakon trogodišnje pauze od časopisa. Pojavila se i u knjizi Vogue: The Editor's Eye, na naslovnici 35. godišnjice magazina Fashion (Moda), te kao model za španjolski parfem Aura. U lipnju 2013. prisustvovala je Vijeću modnih dizajnera američkih nagradnih showa, te na naslovnici Vogue Germany gdje je stilizirana da izgleda poput glumice Anne Magnani. Istog mjeseca, pojavila se i na naslovnici časopisa Vogue Italia a 2014. godine i u Moschinovoj kolekciji za jesen/zimu. Bila je jedna od nekoliko modela na naslovnici Vogue Japan u rujnu 2014., što je obilježilo 15. godišnjicu časopisa. U rujnu se također pojavila i na naslovnici Harperovog Bazaara koji je opisan kao najvećim izdanjem ikada. Osim toga bila je i jedan od 50 modela na naslovnici Vogue Italia, istoj mjeseca, obilježavajući 50. godišnjicu.

## Aktivizam i nagrade
Aktivist je za istraživanja od HIV-u/AIDS-u kao i za povećavanje svijesti o raku dojke. Bila je jedna od ikona u Macovoj Viva Glam kampanji. 1996. godine, bila je dobitnik VH1-ove nagrade za životno djelo koju joj je uručila Anna Wintour, urednica Vogue-a. U lipnju 2003. dobila je zvijezdu na kanadskoj stazi slavnih u Torontu. 2005. godine bila je imenovana svjetskom ikonom stila u Leipzigu, Njemačka.

## Privatni život
1987. godine se udala za Gerald Marie, koji je bio šef pariškog ureda Elite agencije. Razveli su se 1993. Izlazila je i s glumcem Kyle MacLachlanom kojeg je upoznala na photoshootu za Barneys, 1992. godine. Zaručili su se tri godine poslije te prekinuli 1998. godine. Poslije toga je izlazila s francuskim nogometašem Fabien Barthezom. Ostala je trudna ali je izgubila dijete spontanim pobačajem, u šestom mjesecu trudnoće. Njihova veza je poslije toga završila.
U listopadu, 2006. godine je rodila dječaka Augustin Jamesa, odbijajući da imenuje njegovog biološkog oca što je pokrenulo glasine. U kolovozu 2006. godine se trudna pojavila na naslovnici magazina Vogue. U kasnom lipnju 2011, Evangelista je podnijela sudske dokumente koji su potvrdili da je biološki otac njenog sina milijarder François-Henri Pinault, tadašnji muž glumice Salme Hayek. Nakon nekoliko pojava na sudu s ciljem da dobije finansijsku podršku za dijete, podnijela je i službeni zahtjev u kolovozu 2011., tražeći 46,000 dolara mjesečno. 2012. izjavila je da Pinault nikada nije podržavao dijete a u svibnju te godine postigli su i nagodbu.
Izlazila je i s osnivačem Hard Rock Cafe-a, Peterom Mortonom u 2006. ali su iste godine prekinuli.